# Danny Nucci
Danny Nucci (* 15. September 1968 in Klagenfurt, Kärnten, Österreich) ist ein US-amerikanischer Filmschauspieler italienischer Herkunft.

## Leben
Danny Nucci ist das jüngste Kind einer französisch-marokkanischen Mutter und eines italienischen Vaters, der, obwohl in Österreich geboren, während seiner ersten sieben Lebensjahre in Venedig lebte. Er besitzt eine Doppelstaatsbürgerschaft der USA und Italiens.
1975 zog seine Familie in die USA, wo sie zunächst in New York City lebte. Hier besuchte Nucci Privatschulen und nach einem weiteren Umzug ins kalifornische San Fernando Valley die Ulysses S. Grant High School in Van Nuys. Hier entdeckte Nucci erstmals seine Leidenschaft für die Schauspielerei, nachdem ihn einer seiner Lehrer für eine Theateraufführung der West Side Story besetzt hatte. Kurz danach nahm er an einem karitativen Telethon teil und war so erstmals im Fernsehen zu sehen. Hier lernte Nucci auch seinen späteren Manager Bob Villard kennen.
1982 war der 14-jährige Nucci in einer Statistenrolle in General Hospital zu sehen und begann danach eine Karriere als Schauspieler. Zunächst auf kleine Fernsehrollen angewiesen, wurde er zu Beginn der 1990er Jahre auch für Spielfilme verpflichtet. Seinen bisherigen Karrierehöhepunkt hatte Nucci 1997 mit einer Nebenrolle als Fabrizio in Titanic, dem mit elf Academy Awards ausgezeichneten Film von James Cameron.
Danny Nucci war bisher zweimal verheiratet. Aus seiner dreijährigen Ehe mit Terre Bridgham, mit der er zwischen 1995 und 1998 verheiratet war, stammt eine im Oktober 1996 geborene Tochter. Seit dem 12. Oktober 2003 ist Nucci mit der Schauspielerin Paula Marshall verheiratet, mit der er auch in einigen Filmen auftrat. Beide wurden im März 2005 Eltern einer Tochter.

## Filmografie

### Spielfilme
- 1986: Young Streetfighters (The Brotherhood of Justice)
- 1992: Street Hunter – Eine gnadenlose Jagd (Rescue Me)
- 1993: Überleben! (Alive)
- 1995: Crimson Tide – In tiefster Gefahr (Crimson Tide)
- 1995: Im Sog des Bösen (Deadly Measures)
- 1996: The Rock – Fels der Entscheidung (The Rock)
- 1996: Eraser
- 1997: Noch einmal mit Gefühl (That Old Feeling)
- 1997: Titanic
- 2006: World Trade Center
- 2008: Jasper Park – Ausflug in den Tod (Backwoods)
- 2010: Sinatra Club – Der Club der Gangster (Sinatra Club)

### Fernsehserien
- 1986: Twilight Zone (The Twilight Zone)
- 1986: Unser lautes Heim (Growing Pains)
- 1987: Zeit der Sehnsucht (Days of Our Lives)
- 1988: Magnum (Magnum, P.I.)
- 1988–1989: Falcon Crest
- 1990: Zurück in die Vergangenheit (Quantum Leap)
- 1992: Blossom
- 2001: Some of My Best Friends
- 2003: 10-8: Officers on Duty
- 2004: Joey
- 2005: Dr. House (House, Folge 1x15 Solche Leute bitte nicht)
- 2008: Criminal Minds (Folge 4x11 Straßenkrieger)
- 2009: Castle (Folge 2x09 Käufliche Liebe)
- 2009: The Mentalist (Folge 1x09 Flammen der Rache)
- 2010: CSI: NY
- 2011: Navy CIS: L.A. (NCIS: Los Angeles, Folge 3x05)
- 2012: Navy CIS (NCIS, Folge 10x09 Die Wildkatze)
- 2013: Arrow (Folge 1x10 Brandwunden)
- 2013–2018: The Fosters
- 2018: The Rookie
- 2019–2022: 9-1-1
- 2022: The Offer

## Nominierungen
- 4 Young-Artist-Award-Nominierungen
- 1 Screen-Actors-Guild-Award-Nominierung